# Miguel Irizar Campos
Miguel Irizar Campos (ur. 7 maja 1934 w Ormaiztegi w Kraju Basków w Hiszpanii, zm. 19 sierpnia 2018 w Bilbao) – hiszpański duchowny rzymskokatolicki, pasjonista, od 1972 do 1989 wikariusz apostolski Yurimaguas w Peru w Regionie Loreto w prowincji Alto Amazonas, następnie (do 1995) biskup koadiutor Diecezji Callao i od 1995 do 2011 tamtejszy biskup diecezjalny.

## Życiorys
16 marca 1957 przyjął Święcenia kapłańskie. 25 marca 1972 papież Paweł VI mianował go wikariuszem apostolskim w Yurimaguas w Peru i biskupem tytularnym Elo. Sakry udzielił mu 25 lipca 1972 kardynał Agnelo Rossi, ówczesny prefekt watykańskiej Kongregacji ds. Ewangelizacji Narodów. 6 sierpnia 1989 papież Jan Paweł II mianował go biskupem koadiutorem Diecezji Callao. W 1995 po rezygnacji biskupa Ricardo Duranda Flórez zastąpił go w tejże diecezji jako biskup diecezjalny. W 2011 papież Benedykt XVI przyjął jego rezygnację złożoną ze względu na osiągnięcie przewidzianego prawem wieku emerytalnego (właściwie ponad dwa lata po osiągnięciu tego wieku).